# Agglutináló nyelv
Az agglutináló nyelv a nyelvek egyik alaptípusa a flektáló, izoláló és inkorporáló nyelvek mellett. Wilhelm von Humboldt és August Wilhelm Schlegel tipológiája szerint a szintetikus nyelvek egyik típusa. Az agglutináló (szó szerint: „ragasztó”, értelem szerint: ragozó) nyelv a szavak jelentését elsősorban a szóalakok megváltoztatásával állítja elő úgy, hogy toldalékokat kapcsol hozzájuk. A név a latin agglutino, agglutinare igéből származik.
Számunkra legismertebb példája nyelvünk, a magyar nyelv.

## Az agglutináció
Az agglutináció (toldalékolás) a szavak tövéhez, illetve alapalakjához illesztett képzők, jelek és ragok, közös néven toldalékok segítségével történik. Ezek lehetnek a szó végén (suffixum), a szó elején (prefixum), vagy a szó belsejében (infixum) is. Egy szó általában sok morfémát (szóelemet) tartalmaz, és a szavak között kevés a rendhagyó: például a japánban csak 3 rendhagyó ige van.

## Példák
- A finn taloissani (házaimban) így bontható fel: talo (ház) + i (többes szám jele) + ssa (-ban) + ni (birtokos személyrag).
- A szuahéli mimi ninakupenda wewe (szeretlek) így bontható fel: mimi ni (én) na (jelen idő) ku (te) penda (szeret) wewe (te)
- Míg a legtöbb ragozó nyelv utóragokat használ, addig a mon-khmer nyelvcsaládhoz tartozó khaszi nyelv kizárólag előragokat és elöljárószavakat használ. Példa: nga leit (megyek), nga la leit (mentem) nga la lah leit (mentem (régmúlt)).
- A hatti, a sumer, a burusaszki és a maja nyelvek a szó elején, végén és belsejében egyaránt toldalékolnak.
- A magyar nyelvből:
  - Igeragozás: írok, írsz, ír, írunk, írtok, írnak.
  - Főnévragozás: élet, életet, életben, életen, életről, életnek, élettel, élethez, életért stb.
  - Melléknévragozás: kedves, kedvesen, kedvesek, kedvesebb

## Agglutináló nyelvek
Agglutináló nyelvnek számít a magyar nyelven kívül például:
- a sumer nyelv
- az uráli nyelvcsalád nyelvei (pl.: finn, észt, manysi, nyenyec)
- az altaji nyelvcsalád nyelvei (pl.: török, azeri, mongol, türkmén)
- a japán nyelv
- a koreai nyelv
- a kaukázusi nyelvcsalád nyelvei (pl. grúz, abház, csecsen)
- ausztronéz nyelvcsalád nyelvei (pl.: tagalog, maláj, indonéz)
- niger-kongói nyelvcsalád nyelvei (pl.: szuahéli, zulu)

Kifejezőerejük nagy része a ragozásban rejlik, a szórend a finomabb árnyalatokhoz való. A ragozó nyelvek nyelvtana jóval többet foglalkozik az alaktannal, mint a mondattannal.
Az indoeurópai nyelvek eredetileg a flektáló nyelvek közé tartoznak, például ilyen a szanszkrit, az ógörög és a latin nyelv. Manapság azonban az indoeurópai nyelvek között agglutináló nyelvek is akadnak, mint a perzsa, illetve például az újlatin nyelvek a ragozás leegyszerűsödése folytán egyaránt mutatnak agglutináló és flektáló tulajdonságokat.
Az amerikai földrészen agglutináló nyelv például a kecsua, az egykori Inka Birodalom nyelve.
A nyelvek gyakran nem tisztán agglutináló, izoláló (elszigetelő), flektáló (hajlító) vagy inkorporáló (bekebelező) típusúak, hanem ezek a tipikus eszközök vegyesen is előfordulnak egy adott nyelvben. A nyelveket inkább aszerint sorolják valamelyik típusba, hogy mely eszközök a leginkább jellemzőek az adott nyelvre. Így például a magyar nyelvben is vannak flektáló vonások, ahol nemcsak a rag, hanem a szó töve is megváltozik: megy – ment, egy – első. Ez azonban nem az egész nyelvre jellemző alapvonás, mint például a tisztán flektáló arab nyelv esetében.

## Mesterséges agglutináló nyelvek
A ragozó nyelvekben a szavak sokszor több tőtípusba tartoznak, ezért a nyelvtanulónak minden szóhoz még annak több alakját is ismernie kell ahhoz, hogy helyesen tudja ragozni őket. A magyar igék és főnevek szótári alakjában például 4 alak, a melléknevekében 2 alak szerepel.
A agglutináló típusba tartozó mesterséges nyelvek alkotói gyakran próbálkoztak azzal, hogy a toldalékolást egységesítsék, és így annak megtanulását megkönnyítsék. Az eszperantó nyelvben például az igéket a jelen időben -as, múlt időben -is, jövő időben -os végződéssel látják el, függetlenül az ige alakjától, ezért a szótárban elég egyetlen alakot megadni. Így nagyon hasonlóvá vált azon nyelvekhez, melyek jelentésmódosító szavai külön állnak, csak itt ezen szavak a szó végére kerülnek. Ez megkönnyíti a nyelvtanulást az izoláló nyelvek beszélői számára, illetve azoknak, akik ilyeneket tudnak könnyen tanulni, mint például az angol[forrás?].